# 478
| 478                |
| ------------------ |
| Dødsfald - Fødsler |
|                    |

| Gregoriansk kalender | 478 CDLXXVIII           |
| Ab urbe condita      | 1231                    |
| Armensk kalender     | I/T                     |
| Kinesiske kalender   | 3174 – 3175 丁巳 – 戊午 |
| Etiopisk kalender    | 470 – 471               |
| Jødisk kalender      | 4238 – 4239             |
| Hindukalendere       |                         |
| - Vikram Samvat      | 533 – 534               |
| - Shaka Samvat       | 400 – 401               |
| - Kali Yuga          | 3579 – 3580             |
| Iransk kalender      | 144 BP – 143 BP         |
| Islamisk kalender    | 149 BH – 147 BH         |

Se også 478 (tal)

## Begivenheder
- Strabo og Theoderik, to østgotiske hærførere, slås på Balkan, men slutter sig sammen imod Romerriget, hvor Kejser Zeno bliver nødsaget til at forhandle med dem.